# Pahanga centenialis
Pahanga centenialis är en spindelart som beskrevs av Pekka T. Lehtinen 1981. Pahanga centenialis ingår i släktet Pahanga och familjen Tetrablemmidae. Inga underarter finns listade i Catalogue of Life.